# بيان قوي التوصيل
يقال أن مخططاً موجهاً ما قوي التوصيل (بالإنجليزية: strongly connected)، إذا وجد مسلك أو طريق من كل عقدة في المخطط يوصل إلى أي نقطة أخرى. وإذا فسرنا ذلك من ناحية الرياضيات فإن هذه الخاصية تترجم بأن المصفوفة التابعة لهذا المخطط تكون غير قابلة للاختزال أي (irreducible) أي أن أي قوة للمصفوفة تعطي مصفوفة ليست صفرا.

رسم توضيحي